# Bussi (Wanda-Album)
Bussi ist der Titel des zweiten Studioalbums der österreichischen Rockband Wanda. Das Album wurde am 2. Oktober 2015 beim Label Vertigo Records veröffentlicht.

## Produktion
Die Produktion lag in den Händen von Paul Gallister, der schon das Debütalbum der Band, Amore, produziert hatte. Wanda wechselte mit diesem Album vom Independent-Label Problembär Records zum Major-Label Universum und veröffentlichte es bei Vertigo Records.
Die auf dem Album enthaltenen Stücke waren schon beim Erscheinen des Debütalbums nahezu fertig, nur die beiden Titel Alarm! und Mona Lisa der Lobau entstanden neu. Musik und Text bei allen zwölf Titeln stammen von Marco Michael Wanda.

## Artwork
Das Titelcover des Albums zeigt die Bandmitglieder an einem See. Drei Bandmitglieder sind am Ufer des Sees, zwei Bandmitglieder stehen im See, so auch Marco Michael Wanda, der angelt und raucht. Fotograf des Motivs war Daniel Gebhart de Koekkoek; das ursprüngliche Foto war vor der Albumveröffentlichung auf einer Titelgeschichte der August-Ausgabe des Musikexpress' abgedruckt, es entstand an einem See bei Leipzig während einer Tourreportage über Wanda. Für das Cover des Albums wurde der Himmel etwas düsterer gestaltet, ein Schild mit dem Schriftzug „Bussi“ im Wasser und eine Spiegelung einer weiteren Person im See hinzugefügt. Die in schwarz gehaltene Rückseite zeigt vier aufgehängte ausgenommene Fische.

## Titelliste
1. 1, 2, 3, 4 (3:23)
2. Meine beiden Schwestern (2:51)
3. Bussi Baby (3:06)
4. Lieber dann als wann (2:52)
5. Gib mir alles (3:53)
6. Nimm sie wenn du's brauchst (2:44)
7. Alarm! (3:35)
8. Mona Lisa der Lobau (3:40)
9. Das wär schön (3:22)
10. Sterne (4:04)
11. Andi und die spanischen Frauen (4:08)
12. Kein Herz im Hirn (3:00)

## Singleauskopplungen
Vor Veröffentlichung des Albums wurden die Singles Bussi Baby und Meine beiden Schwestern ausgekoppelt. Weitere Auskopplung war 1, 2, 3, 4. In den österreichischen Charts war 1, 2, 3 ,4 eine Woche vertreten (Platz 61), Meine beiden Schwestern hielt sich fünf Wochen und erreichte Platz 28, Bussi Baby war 24 Wochen in den Charts und kam bis auf Platz 3.

## Musikvideos
Zu den Titeln des Albums wurden auch einige Musikvideos veröffentlicht. Sie wurden von Florian Senekowitsch gedreht.
In Prag und Gubbio wurden die Aufnahmen für das Musikvideo zu Meine beiden Schwestern gedreht. Neben Marco Michael Wanda spielen eine dem Phantom der Oper ähnliche Figur und die im Liedtext besungenen zwei Schwestern mit.
Das Video zu Bussi Baby zeigt „mit Bierflaschen gefüllte Kinderwagen, die eine “Himmelstreppe” hinunter rollen, kaleidoskopartige Formationen von Bildern, grelles rotes Licht über einer schlafenden Frau [und den] Sänger im Wasser, wie er zwischen zwei überdimensionalen Frauenbeine eintaucht.“ Parodiert wird die Treppenszene aus dem Film Panzerkreuzer Potemkin. Im Video ist auch Ronja von Rönne, in einem Bett liegend, zu sehen; sie hatte die Band angefragt, ob sie in einem Video mitspielen dürfe. Einige Rezensenten sehen sowohl im Text zu dem Lied als auch in der Tatsache, dass Ronja von Rönne mitspiele, Belege für Misogynie und Antifeminismus.
Im Video Gib mir alles gehen die Bandmitglieder „auf eine kleine Reise durch die Zeit, wobei sie mit ihrem Flugzeug neben Luft auch Wasser durchqueren“. Sie werden von teilweise maskierten Menschen begleitet. Das Video wurde gemeinsam mit den Wiener Rafal Studios produziert.

## Rezeption

### Rezensionen

#### Album
Auf jpc wird der Band bescheinigt, mit dem Album ihrem Stil treu zu bleiben: „Rock meets Pop meets Schlager.“ Austropop seien „die Zutaten für Wandas Erfolgsrezept – vermischt mit einer guten Portion Selbstbewusstsein und Selbstironie“. Rockmusik aus Österreich sei dank des Wanda-Albums wieder ernst zu nehmen.
Auf der Website subtext.at schreibt Patrick Datscher über das Wanda-Album und sieht einen „leicht fahlen Beigeschmack“ angesichts der nunmehrigen Veröffentlichung bei einem Major-Label. Die Band verstehe perfekt, „genial simple Popsongs zu schreiben“, er sieht auch „musikalisch neue Konturen der Band“.
Für den Deutschlandfunk meint Ina Plodroch, Bussi klinge wie eine Fortsetzung von Amore, es enthalte aber nicht ganz so viele Hits. „Trompeten und orchesterhaften Sounds“ würden „den Songs etwas den Reiz nehmen.“ Das Album zeige auf, dass Wanda „sich eben nicht vom platten Partyrock vereinnahmen lassen“, immer schwinge etwas Melancholisches mit.
Im Musikexpress schreibt Stephan Rehm Rozanes über das Album, es sei deshalb so gut wie der Vorgänger, weil es zum größten Teil zur selben Zeit entstanden ist; die Lieder der beiden Alben kommunizierten miteinander.
Dominik Oswald schreibt auf gap.at zum Album, es kratze am Sexismus. Die Texte seien „deutlich härter und misanthropischer, teilweise dezent misogyn“.
Für laut.de schrieb Sven Kabelitz, der „Wandalismus von "Bussi"“ knüpfe „nahtlos an seinen Vorgänger an“. Er nennt das Album einen „verlotterten Bruder des Debüts“, auf dem man sich vom ersten Moment an heimisch fühle, „auch wenn dieser teilweise schamlos zitiert wird.“ Das Album Bussi, so Kabelitz, beziehe seine Energie aus dem Schatten des Vorgängers Amore, wobei alles etwas kühler und dunkler klinge.
Für den Deutschlandfunk Kultur rezensierte Anke van de Weyer das Album. Sie sieht den Sound des Albums dem des Debütalbums ähnlich. Die Band mache „Popmusik, die keinen ausschließt“. Neu sei das alles nicht, die Eingängigkeit ihrer Songs berge sogar „die Gefahr ins bierzelthafte abzudriften“.
Im Tagesspiegel schreiben Bartholomäus von Laffert und Jan Oberländer, das Album knüpfe ans Debüt „nahtlos an, genauso viel Amore, genauso viel Tod, genauso viel Suff“. Gitarre, Schlagzeug, Bass und Klavier würden „stampfend, rumpelnd, leidenschaftlich Marco Michael Wandas Gesang nach vorn bringen“, dieser wiederum sei „Röhrend, grölend, bisschen heiser, bisschen besoffen, mal mehr, mal weniger verhallt“.

#### Titel
In 1, 2, 3, 4 sah der Rezensent von subtext.at „mit seinem Kinderlied-artigem Refrain beim ersten Hören noch recht knapp an der Grenze zur Peinlichkeit vorbei“ schrammend, es funktioniere aber für das Ziel Wandas, „große Hallen füllen und in Mitsing-Ekstase versetzen“ zu wollen. In den Texten zu Bussi Baby und Nimm sie wenn du's brauchst sah der Rezensent von thegap.at Misogynie, Frauen seien „gar leicht verfügbar“; in den Titeln Lieber dann als wann und Andi und die spanischen Frauen erkennt er Figuren, die „keine Heiligen“ sind und „sich eher bald verändern“ sollten. Dem Titel 1, 2, 3, 4 bescheinigt der Rezensent von laut.de zu einfach gestrickte Refrains, die Schwächen würden aber mit einem psychedelischen Synthesizer-Solo übertüncht. Meine beiden Schwestern nennt er einen „morbiden Gossenhauer auf Augenhöhe mit Bologna“. 
Zum Titel Nimm sie wenn du's brauchst gibt er zu bedenken, dass der Liedtext nicht zwanghaft für die Gedankenwelt des Sängers stehe, sondern eine weitere Ebene beinhalte: „Wer […] eine frauenverachtende Ideologie erkenne, glaubt auch daran, dass Falco „Jeanny“ einst höchstpersönlich entführt und umgebracht hat“. Im Song Alarm! sieht er deutliche Verweise auf den Song Jelinek vom Vorgängeralbum, es sei dennoch eine „eigenständige und packende Mitgrölnummer“. Die Rezensentin des Deutschlandfunk Kultur bescheinigt dem Song Bussi Baby „das Zeug zum nächsten Apres Ski-Hit“. Die Tagesspiegel-Rezension nennt Nimm sie wenn du's brauchst „eine etwas unangenehme Abschlepp-Nummer“.

### Chartplatzierungen
Das Album stieg am 16. Oktober 2015 auf Platz eins der österreichischen Charts ein und hielt sich insgesamt 83 Wochen. In Deutschland kam es auf Platz fünf, in der Schweiz auf Platz acht der Charts.
| ChartsChartplatzierungen | Höchstplatzierung | Wochen |
| ------------------------ | ----------------- | ------ |
| Deutschland (GfK)        | 5 (11 Wo.)        | 11     |
| Österreich (Ö3)          | 1 (83 Wo.)        | 83     |
| Schweiz (IFPI)           | 8 (5 Wo.)         | 5      |

| ChartsJahrescharts (2015) | Platzierung |
| ------------------------- | ----------- |
| Österreich (Ö3)           | 9           |

| ChartsJahrescharts (2016) | Platzierung |
| ------------------------- | ----------- |
| Österreich (Ö3)           | 44          |

### Auszeichnungen für Musikverkäufe
| Land/Region       | Auszeichnungen für Musikverkäufe (Land/Region, Auszeichnung, Verkäufe) | Verkäufe |
| ----------------- | ---------------------------------------------------------------------- | -------- |
| Österreich (IFPI) | Platin                                                                 | 30.000   |
| Insgesamt         | 2× Platin ·                                                            | 30.000   |